# Myodes
Myodes là một chi động vật có vú trong họ Cricetidae, bộ Gặm nhấm. Chi này được Pallas miêu tả năm 1811. Loài điển hình của chi này là Mus rutilus Pallas, 1779 (as subsequently designated by Lataste, 1883b:349).

## Hình ảnh

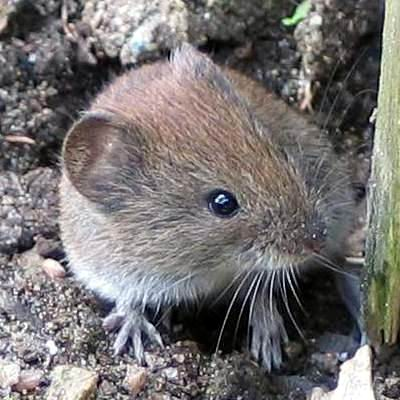

## Các loài
Chi này gồm các loài: